# وست اند لندن

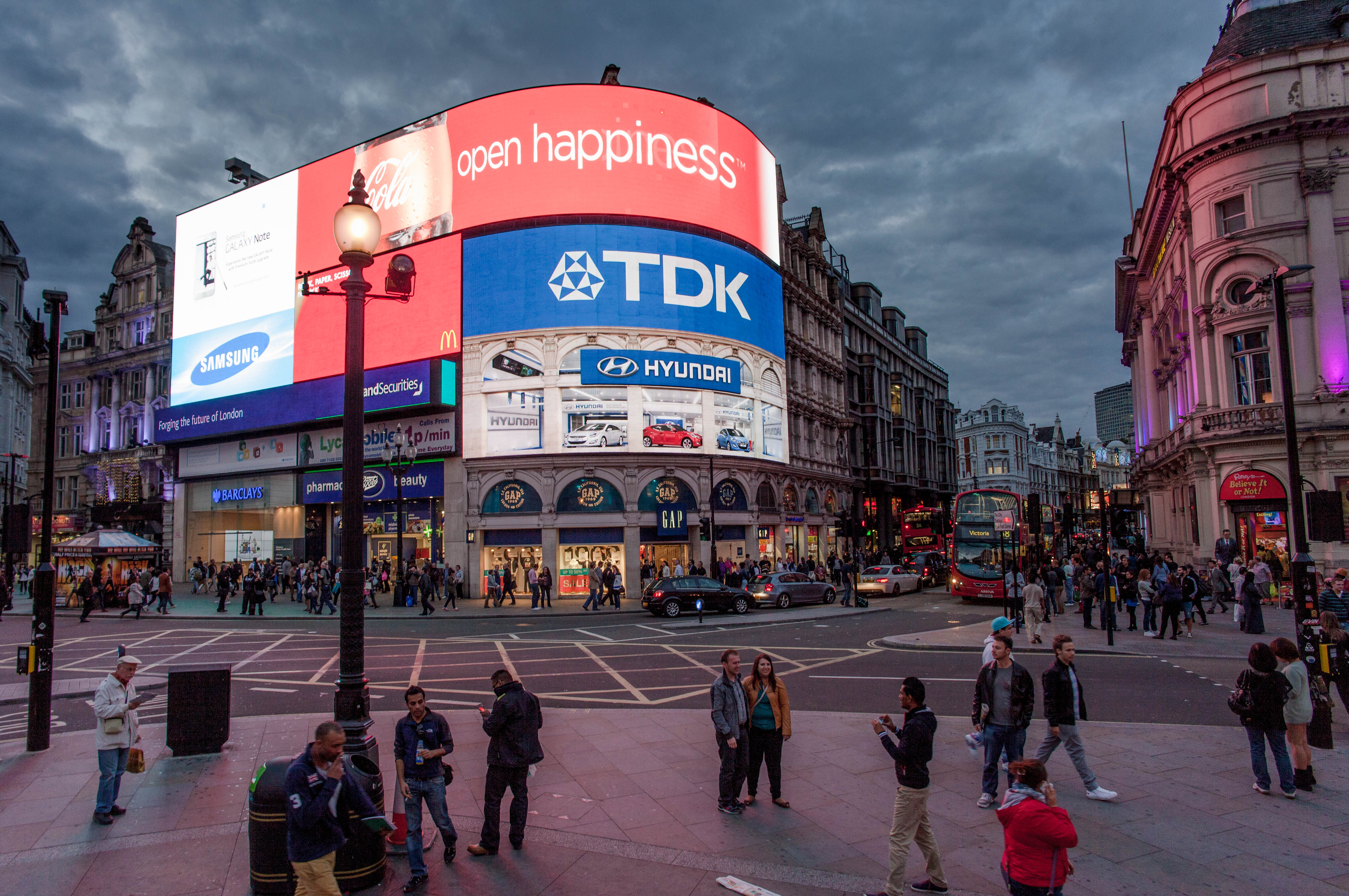
پیکدیلی سیرکوس در مرکز وست اند

وست اند لندن (به انگلیسی: West End of London) که برای سادگی وست اند خوانده می‌شود ناحیه‌ای در مرکز لندن است که در آن جاذبه‌های بزرگ توریستی، مغازه‌ها، ساختمان‌های حکومت و همچنین مراکز سرگرمی مانند تئاتر وست اند قرار داد. این اصطلاح به اوایل قرن نوزدهم بازمی‌گردد که به مناطق غرب چرینگ کراس گفته می‌شود.
نرخ اجاره فضای اداری در این منطقه از نظر گرانی رتبه دوم در جهان است.

## مناطق معروف
- خیابان بیکر
- خیابان باند
- خیابان هارلی
- خیابان آکسفورد
- پارک لین
- پیکادلی
- میدان ترافالگار

## حمل‌ونقل
بعضی از ایستگاه‌های متروی لندن در وست اند:
- ایستگاه خیابان بیکر
- ایستگاه خیابان بوند
- ایستگاه متروی چرینگ کراس
- ایستگاه امبانکمت
- ایستگاه هولبرن
- ایستگاه ماربل آرچ
- ایستگاه میدان آکسفورد
- ایستگاه ریجنتز پارک
- ایستگاه خیابان تاتنهام کورت